# Камп де Лес Кортс
Камп де Лес Кортс (исп. Camp de Les Corts), известный более как Лес Кортс, является вторым стадионом в истории футбольного клуба «Барселона»; клуб играл на нём после Камп де ла Индустрия и перед использованием текущего стадиона, Камп Ноу. Стадион стал свидетелем роста и консолидации клуба в промежутке от 1922 по 1957 годов. Он был расположен в одноимённом районе, в окружении улиц Нумансии, Травессера де лес Кортс, Валлеспир и Маркес де Сентменат. Стадион имел размеры 102х62 метра и был построен архитекторами Сантьяго Местресом м Хосепом Алемани.

## История
Стадион Лес Кортс был построен в результате долгосрочного плана президента клуба Жоана Гампера, чтобы обеспечить футбольный клуб «Барселона» своим собственным стадионом. Он пришёл на смену прежнему стадиону Камп де ла Инадстриал. Был открыт в 1922 году, первоначальная вместимость стадиона составляла 20 000 человек. Первый матч на этом поле состоялся между «Барселоной» и шотландским клубом «Сент-Миррен». 13 мая 1923 года на стадионе прошел финал Кубка Испании 1923 между клубами «Атлетик Бильбао» и «Европа», а 21 декабря 1924, Лес Кортс принимала матч Сборной Испании и Сборной Австрии.
24 июня 1926 года стадион был местом инцидента, после которого был закрыт на шесть месяцев. Во время матча болельщики «Барселоны» издевались над Национальным Гимном Испании, а затем зааплодировали Гимн Великобритании: Боже, храни Короля, написанную и спетую Королевской морской пехотой Великобритании. Диктатура в лице Примо де Риверы обвинил Жоана Гампера в продвижении Каталонизма. Лес Кортс был закрыт, а Гампера выгнали из страны.
Стадион был домом для Барселоны во время своих двух самых успешных эпох в истории клуба. В течение 1920-х годов вместе с тренером Джеком Гринвеллом и наиболее известными игроками, такими как Паулино Алькантара, Саджибарба, Рикардо Самора, Хосеп Самитьер, Феликс Сесумага и Франц Платко, клуб доминировал в Чемпионате Каталонии и стал одним из лучших футбольных клубов в Испании. Также клуб выиграл первую в истории Ла Лигу, в то время, как базировался на Лес Кортс.
Стадион видел ещё одну успешную эпоху, между 1940-х и 1950-х годах, когда такие игроки, как Антони Рамальетс, Хуан Веласко, Сесар Родригес, Жоан Сегарра, Ладислав Кубала и Луис Суарес помогали команде выигрывать многочисленные трофеи того времени. К концу 1940-х годов Барселоне стало тесно играть на таком маленьком стадионе. Стадион был реконструирован неоднократно, достигнув конечной отметки в 60 000 зрителей. Тогда же, клуб не имел никаких финансовых возможностей расширить стадион и в дальнейшем, поэтому в 1950 году клуб начал строительство нового стадиона.
Был разрушен 2 февраля 1966 года.

## Самые крупные победы

### Разница мячей +9
| Дата       | Хозяева   | Счёт | Гости     | Авторы голов                                                            |
| ---------- | --------- | ---- | --------- | ----------------------------------------------------------------------- |
| 11.09.1949 | Барселона | 10:1 | Химнастик | Наварро (5), Сесар (3), Каньял (1)                                      |
| 10.02.1952 | Барселона | 9:0  | Спортинг  | Кубала (7), Манчон (1), Алой (1)                                        |
| 28.03.1954 | Барселона | 9:0  | Реал Хаэн | Дуро (2), Техада (2), Кубала (2), Морено (1), Басора (1), Маристани (1) |

### Разница мячей +8
| Дата       | Хозяева   | Счёт | Гости    | Авторы голов                                              |
| ---------- | --------- | ---- | -------- | --------------------------------------------------------- |
| 08.11.1942 | Барселона | 8:0  | Сельта   | Валле (3), Эскола (2), Мартин (2), Трухильо (1, авт.)     |
| 01.03.1953 | Барселона | 8:0  | Сарагоса | Морено (3), Манчон (2), Басора (1), Кубала (1), Сесар (1) |

### Разница мячей +7
| Дата       | Хозяева   | Счёт | Гости       | Авторы голов                                                                  |
| ---------- | --------- | ---- | ----------- | ----------------------------------------------------------------------------- |
| 02.02.1941 | Барселона | 7:0  | Реал Овьедо | Мартин (2), Эскола (2), Грасия (2), Соспедра (1)                              |
| 25.09.1949 | Барселона | 7:0  | Севилья     | Сегуер (4), Аурелио (2), Басора (1)                                           |
| 06.04.1952 | Барселона | 7:0  | Лас-Пальмас | Сесар (3), Кубала (2), Манчон (1), Виля (1)                                   |
| 07.11.1954 | Барселона | 7:0  | Расинг      | Морено (2), Вильяверде (1), Кубала (1), Манчон (1), Гонсальво (1), Техада (1) |